# Climat des Alpes
La température varie naturellement avec l'altitude. Dans les Alpes, en moyenne, la température diminue de 0,65 °C pour 100 m (1 °C pour 154 m), avec des variations importantes selon les versants, leur degré de végétalisation, etc.
Cette différence est plus faible en hiver (0,37 °C en décembre) essentiellement grâce à des inversions anticycloniques (beau temps clair et doux en altitude contre temps gris, brumeux et froid dans les fonds de vallée) qu’au printemps (0,70 °C en avril), ce qui donne, en moyenne, 1 °C pour 200 m. Il faudrait parcourir environ 200 km vers le nord pour obtenir le même gradient thermique.
De manière plus générale le gradient thermique varie en fonction de l'humidité relative, entre 0,4°/100 m dans une masse d'air saturée en humidité et 1°/100 m dans un air très sec.

## Modifications climatiques
Depuis 1996, le CREA développe des programmes de recherche sur les milieux d'altitude (pelouses alpines, éboulis, falaises, zones glaciaires caractérisées par des climats extrêmes et des espèces dites extrêmophiles). L'évolution qualitative et spatio-temporelle de ces milieux est étudiée, notamment en lien avec les modifications climatiques et avec les impacts avérés, attendus ou possibles des activités humaines, et avec une approche de type science participative, en particulier pour le programme PhénoAlp (Phénologie alpine) et mont Blanc.
Phénoclim est un programme de science citoyenne, scientifique et pédagogique ; initié par le CREA, dans le cadre d'un réseau européen de programmes scientifiques visant à mesurer l'impact et la vitesse du changement climatique dans les milieux alpins et autres.
Le CREA a notamment initié l'Atlas scientifique du Mont-Blanc.